# Angelo Michele Sacchi (anatomista 1538)
Angelo Michele Sacchi (Bologna, 1538 – Bologna, 1611) è stato un anatomista italiano, docente presso l'Alma Mater Studiorum.
Nel 1603 gli fu dedicata una lapide epigrafe nel colonnato superiore dell'Archiginnasio, che lo definiva "dottore celeberrimo di medicina e chirurgia, eccellente nella trattazione, abilissimo professore e dimostratore d'anatomia".
Ai giorni nostri è giunta traccia, nel Cose notabili della città di Bologna di Giuseppe Guidicini, di come il 9 ottobre 1610 gli fu concesso di sostituire, nel suo portico nel vicolo di bella Ghirlanda, le quattro colonne di legno con altrettante di pietra.
Nel suo testamento pubblicato il 23 marzo 1611 si fa menzione delle sue case in vicolo Ghirlanda: «Casa grande venduta ai Sacchi da Bartolomeo Marchesini, detto il Mancino, nel 1528, in confine della Gabella Grossa; altra casa con portico venduta da madonna Zana di Como, e da Alberto di Todeschi suo marito, in confine della sopradetta casa, e dei beni degli eredi del fu Cesare Malvezzi»; le due case andarono in rogito a Giovanni Battista Rampionesi che non avendo discendenti fece erigere al loro posto un collegio, col nome Collegio dei Sacchi, per cinque ragazzi di otto anni, quattro dei quali scelti tra i bambini di San Bartolomeo, di San Giacomo, di Santa Maria Maddalena e dei Mendicanti, mentre il quinto dalla sua parrocchia.